# Евпаторийский маяк
Евпаторийский маяк — маяк, установленный на песчаном одноимённом мысе в Каламитском заливе. Находится в посёлке Заозёрное.

## История
В 1859 году Евпаторийское общество пароходства и торговли обратилось к командованию Черноморского флота с просьбой построить на берегу залива световой маяк. В 1860 году Гидрографический департамент утвердил проект будущего строительства, и 1 августа 1861 года на Чёрном море стал действовать первый железный маяк, который светил с высоты 16 метров над уровнем моря постоянным белым огнём с проблесками через каждую минуту. Изготовленная в Англии решетчатая башня на четырёх стойках оказалась неудобной в обслуживании, особенно зимой. Об этом говорилось уже в 1867 году в «Отчёте Гидрографического департамента». Внутри французского оптического прибора горели примитивные даже для того времени масляные лампы. На морозе масло загустевало, и смотрителю приходилось по нескольку раз в течение ночи забираться на башню, чтобы менять лампы. В 1871 году масляную лампу заменили, чтобы использовать в качестве топлива незамерзающую на морозе нефть.
В 1887 году в окрестностях Евпаторийского маяка был посажен лес. Со временем он разросся и стал надёжно защищать маяк от песка во время сильных ветров.
В 1930-х годах на башне установили радиомаяк, а перед началом Великой Отечественной войны нижнюю часть железной башни облицевали кирпичом.
В 1955 году рядом с полуразрушенной в ходе войны башней возвели новую, из кирпича. Затем было построено техническое здание с автономной дизельной электростанцией.
В 1970 году рядом со старой башней была сооружена новая из железобетона в металлической опалубке. Дальность действия главного фонаря увеличилась до 20 морских миль. Появился резервный фонарь. В 1976 году был установлен новый, более мощный, радиомаяк.